# Mesoclanis ovalis
Mesoclanis ovalis är en tvåvingeart som beskrevs av Munro 1950. Mesoclanis ovalis ingår i släktet Mesoclanis och familjen borrflugor. Inga underarter finns listade i Catalogue of Life.